# Српска православна црква Ваведења у Бешкој
Српска православна црква Ваведења у Бешкој, у општини Инђија, подигнута је у другој половини 18. века и представља непокретно културно добро као споменик културе од великог значаја.

## Изглед
Сремско село Бешка налази се на обронцима Фрушке горе, десетак километара северно од Инђије. Барокна црква, посвећена Ваведењу Пресвете Богородице, типичног је изгледа за православне храмове свог времена, изграђене у Карловачкој митрополији са високим звоником на западној страни.
Иконостас и архијерејски трон, преовлађујућих класицистичких мотива, резао је познати мајстор Павле Бошњаковић 1836–1837. године. Целокупно сликарство у цркви – иконостас, иконе на архијерејском трону и на певницама, као и зидни живопис – извео је један сликар, Јефтимије Поповић 1840. године. Иако дубоко у 19. веку, он се стилски надовезује на српску рустично-грађанску варијанту рококоа. Ипак, у свом окружењу сматран је успешним сликарем, пореклом из угледне уметничке породице (праунук Хаџи Рувима и брат Георгија Поповића). Његов опус црквеног сликарства је невелик, будући да је извео само два иконостаса, а много више успеха је имао у изради портрета.